# Anton Julius Busmann junior
Anton Julius Busmann junior (* 13. Oktober 1686 in Hannover; † 2. November 1770 ebenda) war ein deutscher Jurist und Bürgermeister von Hannover.

## Leben

### Familie
Anton Julius Busmann war der Enkel des Stadtphysikuses Christian Busmann sowie der Sohn des Bürgermeisters Anton Julius Busmann senior.

### Werdegang
Anton Julius Busmann nahm eine ähnliche Laufbahn wie sein Vater: Zunächst studierte er ab 1708 ebenfalls Rechtswissenschaften an der Universität Helmstedt. In die Verwaltung der Stadt Hannover trat er 1713 als Sekretär des Magistrat ein. Nach dem Tode seines Vaters 1717 übernahm er die Stellung zunächst als Stadtsyndikus und wurde 1719 zum Bürgermeister gewählt.
Im jährlichen Wechsel mit den Bürgermeistern Otto Heinrich Volger (bis 1725), dann mit Christian Ulrich Grupen stand Busmann mehr als vier Jahrzehnte an der Spitze der Stadtverwaltung. Parallel dazu wurde er 1722 zum Hofgerichtsassessor ernannt und erhielt 1741 den Titel eines Hofrats.

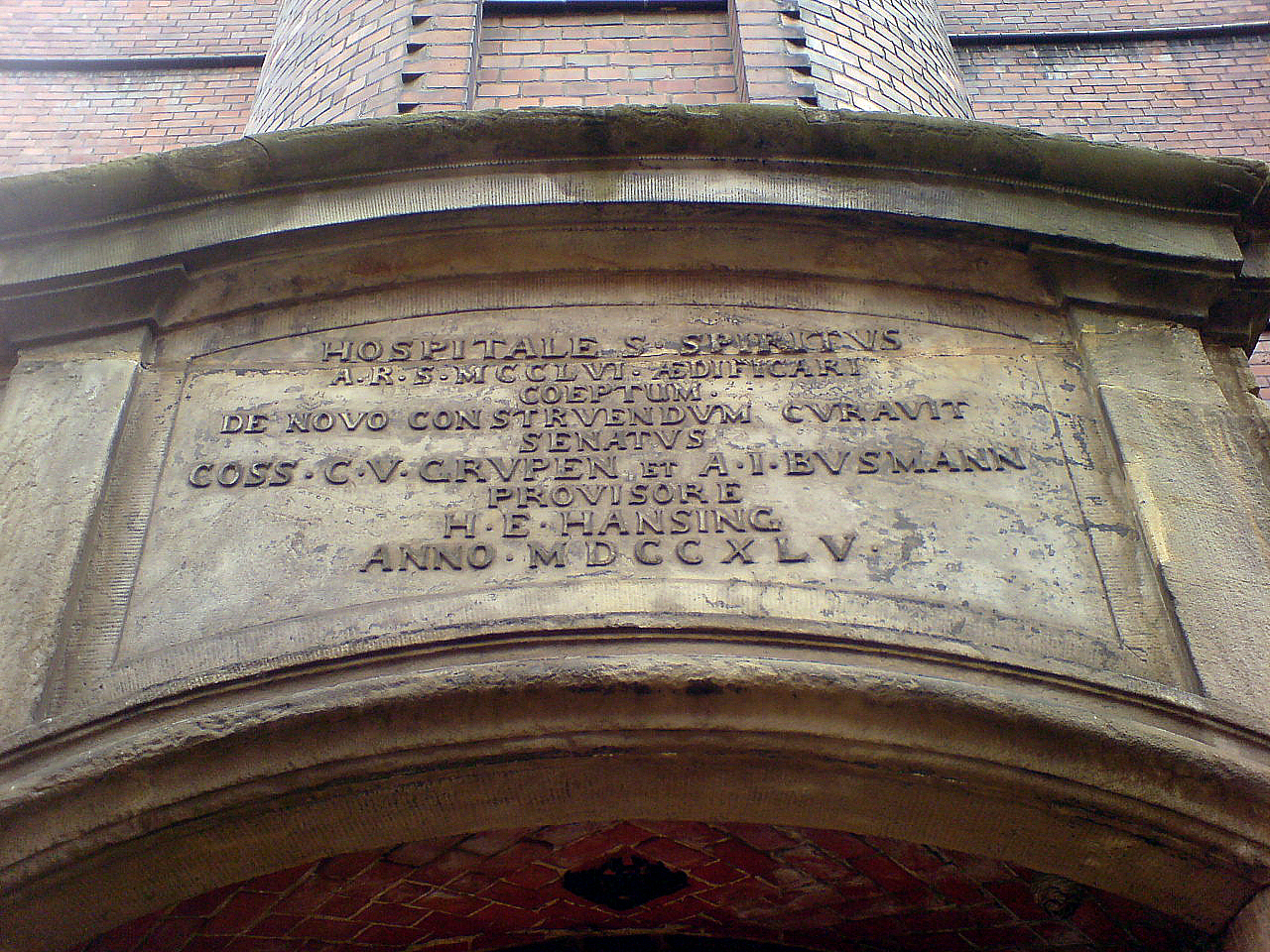
Inschrift von 1745 über dem Heilig-Geist-Spital und Stift mit der Nennung von Christian Ulrich Grupen und Anton Julius Busmann junior

In die Amtszeit Busmanns als Bürgermeister fielen beispielsweise 1728 die Neubauten des Nikolai-Stifts und 1745 des Hospitals und Stifts St. Spiritus.
Im Juni 1761 schied Busmann auf eigenen Wunsch aus dem Amt des Bürgermeisters aus und erhielt als Pension die von ihm erbetenen 500 Taler.

## Sonstiges
Bis 1722 befand sich das Haus der Väter in der Leinstraße im Besitz der Familie.